# Aspergilloom
Een aspergilloom, ook bekend als een mycetoom, is een klomp schimmelweefsel in een lichaamsholte, zoals de long. Meestal wordt deze veroorzaakt door Aspergillus-soorten, maar Zygomycetes en Fusarium kunnen een vergelijkbare aandoening veroorzaken. Ook kan een aspergilloom ontstaan in holten gecreëerd door andere ziekteprocessen, bijvoorbeeld door sarcoïdose of tuberculose.

## Etiologie
Meestal treedt een aspergilloom op in een long, hoofdzakelijk veroorzaakt door de schimmelsoort Aspergillus fumigatus. De ingeademde, 2 tot 3 micrometer grote sporen van de schimmel veroorzaken bij gezonde mensen geen infecties, maar wel bij mensen met een verlaagde weerstand door een al bestaande longziekte of een verminderd werkend immuunsysteem. In de kleine holtes die ontstaan bij tuberculose kunnen zich aspergillomen ontwikkelen. In de holte is de schimmel onbereikbaar voor het immuunsysteem. Tijdens de groei van de schimmel wordt een bal gevormd bestaande uit schimmelweefsel, afgestorven longweefsel en andere afgestorven weefsels.

## Klinische symptomen
Geïnfecteerde mensen hebben geen typische ziektesymptomen en kunnen tientallen jaren met een aspergilloom rondlopen zonder dat deze opgemerkt wordt. Met behulp van röntgenstraling of computertomografie kan een aspergilloom zichtbaar gemaakt worden. Een klein percentage aspergilomen veroorzaakt bloedingen, waardoor de patiënt bloed ophoest (hemoptoe of hemoptysis). Meestal is dit niet levensbedreigend.
Aspergillomas kunnen ook in andere lichaamsholten optreden, Zo kan een abces in de hersenen gevormd worden, een neusholte- of oorontsteking ontstaan, de nieren en de urinewegen of een hartklep aangetast worden.

## Behandeling
In de meeste gevallen behoeft er geen behandeling plaats te vinden.
Bij ernstige bloedingen is het noodzakelijk het aspergilloom chirurgisch te verwijderen en het bloeden te stoppen.

## Referentie
- (en)  Soubani AO, Chandrasekar PH. The clinical spectrum of pulmonary aspergillosis. Chest. 2002 Jun;121(6):1988-99. Review. PMID 12065367